# (2984) Chaucer
(2984) Chaucer est un astéroïde de la ceinture principale découvert par Edward L. G. Bowell le 30 décembre 1981. Son nom provient de Geoffrey Chaucer, un poète médiéval anglais.